# Spilosoma opulenta
Spilosoma opulenta är en fjärilsart som beskrevs av Kardakoff 1928. Spilosoma opulenta ingår i släktet Spilosoma och familjen björnspinnare. Inga underarter finns listade i Catalogue of Life.